# Strücklingen
Strücklingen (Saterfries: Strukelje) is een dorp en voormalige gemeente in de Duitse deelstaat Nedersaksen. In 1974 werd de tot dan zelfstandige gemeente onderdeel van de nieuw gevormde gemeente Saterland in het Landkreis Cloppenburg.
- Virtual International Authority File: 233895834